# Juicy Salif
Le Juicy Salif est un presse-agrume en fonte d'aluminium issu du design industriel. Il est peu   efficace pour exprimer du jus de fruit, car Philippe Starck l'a conçu avant tout comme un objet de communication.

## Historique
Alessi contacte en 1986 six architectes ou designer afin qu'ils réalisent un objet du quotidien.
L'idée de ce presse-agrume émane de Philippe Starck lors de l'hiver 1988 alors qu'il essaye de presser un citron. Ces années là, il crée différents objets quotidiens. La première édition de ce presse-agrumes est publiée en 1990 et est fabriquée et commercialisée depuis par la société Alessi. Il s'en est vendu plus de deux millions d'unités, une des meilleures ventes de l'entreprise.
Inspiré de la forme d'un calamar et posé sur trois grands pieds instables de 29cm, il n'y a rien en dessous pour recevoir le jus et les pépins ne sont pas retenus. C'est une volonté du designer, basée sur la sémantique, de créer un objet nouveau, pour le grand public, pouvant devenir un sujet de conversation bien au delà de sa fonction initiale : il est donc destiné à être « plus décoratif que réellement utile », sa forme prime sur sa fonction,. « Alors que sa faible efficacité a souvent été moquée ensuite, le presse-agrumes marque un changement dans notre perception du design, la personnalité du designer s’ajoutant à la pertinence de l’objet lui-même » précise Erika Pinner de Vitra Design Museum.
Cet objet est à ce jour considéré comme une icône et est exposé dans plusieurs musées, notamment au Museum of Modern Art, au Centre Pompidou, au Musée des arts décoratifs de Paris, au Victoria and Albert Museum, au Metropolitan Museum of Art, au Museum of Applied Arts & Sciences, au Vitra Design Museum ou encore au Rhode Island School of Design Museum.